# Beaver River (Grand Lake)
Der Beaver River (englisch für „Biber-Fluss“) oder Mitinissiu-shipu (die Namensbezeichnung der Innu bzw. der Naskapi) ist ein etwa 110 km langer Fluss im Osten der Labrador-Halbinsel in der zur kanadischen Provinz Neufundland und Labrador gehörenden Teilprovinz Labrador.

## Flusslauf
Der Beaver River entspringt auf der zentralen Labrador-Hochfläche 10 km ostsüdöstlich des Hope Lake auf einer Höhe von 670 m. Der Beaver River fließt in überwiegend östlicher Richtung und mündet schließlich in das westliche Ende des Grand Lake. Das Einzugsgebiet umfasst 1878 km². Im Beaver River kommt der Atlantische Lachs vor.